# Yolande Monteux
Yolande Monteux ou Yolanda Monteux, née à Paris le 3 octobre 1910 et morte au Coudray le 28 septembre 1990, est une physicienne brésilienne d'origine française, première femme diplômée en physique au Brésil et l'une des premières mathématiciennes de l'État de São Paulo,.

## Biographie
La famille de Yolande Monteux s'installe au Brésil alors qu'elle a trois ans. Elle intègre en 1935 l'ancienne Faculté de Philosophie, Sciences et Lettres de l'Université de São Paulo pour étudier la physique et les mathématiques. Elle devient citoyenne brésilienne en 1937, la même année où elle devint la première femme diplômée en physique au Brésil,. 
Elle a épousé le journaliste João Correa de Sá en 1948 ,. 

## Carrière
Yolande a été embauchée en 1941 par l'Université de São Paulo comme assistante de la chaire de physique générale et expérimentale, puis en 1942 comme assistante de la chaire de physique théorique et de physique mathématique. Elle a travaillé avec des scientifiques tels que Giuseppe Occhialini et Gleb Wataghin dans la recherche sur les rayons cosmiques, devenant l'une des pionnières dans ce domaine,. 
Elle fut invitée en 1943 à effectuer un stage au Laboratoire de Spectroscopie de l'Institut de Recherches Technologiques de l'Etat de São Paulo (pt) (IPT), dans la Section de Chimie, qui effectuait des recherches sur le kérosène et le zinc. À cette époque, le personnel technique de l'institut ne comptait que deux femmes : Yolande elle-même et la chimiste Frida Ana M. Hoffmann. Dans les années 1950, lorsqu'elle obtient le poste d'ingénieure en technologie à l'IPT, elle commence à travailler avec des matériaux radioactifs et des méthodes d'analyse de l'uranium et du thorium, en plus du spectre d'absorption de certains sels de terres rares en solution. En 1956, elle fut transférée à la Section des Matières Premières Nucléaires, effectuant des analyses sur le dessalement de l'eau de mer pour la Marine brésilienne, sur les carbogènes pour le traitement hospitalier et sur les sables monazites et minéraux radioactifs,. 
Trois ans plus tard, elle accepte un poste à l'Institut des Poids et Mesures de Paris, y séjournant peu de temps en raison d'incompatibilité avec d'autres chercheurs, puis elle travaillera  à l'Imperial College de Londres, sans jamais revenir au Brésil. Yolande a eu des difficultés à s’établir en tant que chercheuse en dehors du Brésil. En plus d'être une femme aux opinions tranchées et aux convictions idéalistes et d'avoir une solide expérience en recherche, son diplôme n'était pas reconnu en Europe et elle a fini par travailler dans l'enseignement primaire comme enseignante adjointe en France, en Angleterre, en Tunisie et au Nigéria,.
Elle est décédée en 1990 au Courday, en France,. 

## Héritage
Son travail de pionnière a ouvert les portes de la physique aux femmes brésiliennes. Ses travaux ont contribué à la diffusion et au développement de la science brésilienne. Cela a été d'une grande importance pour l'intégration des femmes dans l'encadrement de l'Institut de Recherches Technologiques (Institut de Recherches Technologiques de l'Etat de São Paulo (pt)),. 